# Stathmodera flavescens
Stathmodera flavescens là một loài bọ cánh cứng trong họ Cerambycidae.